# Finala Cupei României 2021
Finala Cupei României 2021 a fost meciul final al Cupei României 2020-2021, cel de-al 83-lea sezon al turneului național de fotbal din România organizat de FRF. S-a disputat pe 22 mai 2021 pe Stadionul Ilie Oană din Ploiești, între cluburile Astra Giurgiu și Universitatea Craiova.
Finala s-a disputat pe Stadionul Ilie Oană pentru al treilea an la rând, și a patra oară în istorie.
La finalul celor 90 de minute, scorul a fost 1-1, astfel că au fost nevoie de prelungiri. În minutul 113, Vladimir Screciu a marcat golul de 3-2 pentru Universitatea Craiova, Craiovenii reușind să câștige cupa. Reușind acest lucru, Craiova s-a calificat în turul 2 al UEFA Europa Conference League 2021-2022 și a obținut dreptul de a juca împotriva câștigătoarei  Ligii I 2020-2021, CFR Cluj, pentru Supercupa României 2021.

## Echipe
| Echipa        | Apariții finale anterioare (îngroșat indică câștigătorii) |
| ------------- | --------------------------------------------------------- |
| Astra Giurgiu | 3 (2014, 2017, 2019)                                      |
| CSU Craiova   | 1 (2018)                                                  |

## Context
Pentru Astra Giurgiu, aceasta a fost cea de-a patra finală a Cupei României. Anterior, Astra a câștigat finala din 2014, iar în celelalte apariții, în 2017 și 2019, a pierdut în fața echipelor FC Voluntari și FC Viitorul Constanța. În Liga I 2020-2021, Astra a terminat pe penultimul loc și a retrogradat în Liga a II-a. 
Universitatea Craiova a jucat cea de-a doua sa finală a Cupei României, după finala câștigată în 2018.
În contextul pandemiei COVID-19 în România, aproape întregul sezon fotbalistic din România 2020-2021 (Liga I 2020-2021, Cupa României 2020-2021) s-a disputat fără spectatori. Deoarece România organizează Campionatul European de Fotbal 2020, unde accesul spectatorilor va fi de 25% din capacitatea stadionului, au fost nevoie de proiecte pilot, de revenirea graduală în arene, iar unul dintre ele este finala Cupei României. Astfel, s-a decis ca 25% din capacitatea stadionului Ilie Oană (3.750 din 15.000) să poată fi ocupată de spectatori. Inițial, accesul spectatorilor a fost condiționat de vaccinarea împotriva virusului SARS-CoV-2. Ulterior, s-a decis că spectatorii pot veni pe stadion dacă îndeplinesc una din cele trei condiții: persoana este vaccinată împotriva virusului SARS-CoV-2; persoana se află în perioada cuprinsă între a 15 și a 90 a zi ulterioară confirmării infectării cu SARS-CoV-2 sau persoana prezintă rezultatul unui test RT-PCR nu mai vechi de 72 de ore. Aproximativ 1.500 de spectatori au fost prezenți pe stadion.

## Drumul spre finală
Pentru mai multe detalii despre acest subiect, vedeți Cupa României 2020-2021.
Notă: În toate rezultatele de mai jos, scorul finalistului este dat mai întâi (A: acasă; D: deplasare).
| Astra Giurgiu             | Astra Giurgiu  | Astra Giurgiu | Astra Giurgiu | Runda         | CSU Craiova       | CSU Craiova | CSU Craiova | CSU Craiova  |
| ------------------------- | -------------- | ------------- | ------------- | ------------- | ----------------- | ----------- | ----------- | ------------ |
| Adversar                  | Rezultat       | Rezultat      | Rezultat      |               | Adversar          | Rezultat    | Rezultat    | Rezultat     |
| Ripensia                  | 5–1 (D)        | 5–1 (D)       | 5–1 (D)       | Șaisprezecimi | Progresul Spartac | 5–0 (D)     | 5–0 (D)     | 5–0 (D)      |
| ASU Politehnica Timișoara | 2–1 (D)        | 2–1 (D)       | 2–1 (D)       | Optimi        | Botoșani          | 1–0 (D)     | 1–0 (D)     | 1–0 (D)      |
| Petrolul                  | 3–0 (D)        | 3–0 (D)       | 3–0 (D)       | Sferturi      | Chindia           | 1–0 (D)     | 1–0 (D)     | 1–0 (D)      |
| Adversar                  | Gen.           | Prima manșă   | A doua manșă  | Semifinale    | Adversar          | Gen.        | Prima manșă | A doua manșă |
| Dinamo                    | 1-1 (5-4 l.d.) | 1-0 (A)       | 0-1 (D)       | Semifinale    | Viitorul-Pandurii | 5–2         | 3-0 (A)     | 2-2 (D)      |

## Meciul
Meciul s-a disputat pe 22 mai 2021 pe Stadionul Ilie Oană din Ploiești.
| Astra Giurgiu                | 2 – 3   | CSU Craiova                       |
| ---------------------------- | ------- | --------------------------------- |
| Găman 17' (pen) Boé-Kane 93' | Detalii | 14' Ivan 100' Nistor 113' Screciu |

| Astra Giurgiu | Universitatea Craiova |

| P           | 12 | Mihai Popa           | 107'  |      |
| F           | 2  | Hugo Sousa           |       | 66'  |
| F           | 25 | Valerică Găman (c)   |       |      |
| F           | 27 | Igor Jovanović       |       |      |
| F           | 3  | Abdel Lamanje        | 52'   |      |
| M           | 21 | Ljuban Crepulja      | 90+2' |      |
| M           | 91 | Yann Boé-Kane        |       |      |
| M           | 7  | Dario Čanađija       |       | 118' |
| A           | 11 | Valentin Gheorghe    |       | 118' |
| A           | 9  | Sulejman Krpić       |       |      |
| A           | 77 | Albert Stahl         |       | 67'  |
| Schimbări:  |    |                      |       |      |
| P           | 23 | Mirel Bolboașă       |       |      |
| F           | 23 | Cătălin Ion          |       |      |
| F           | 96 | Silviu Balaure       |       | 67'  |
| M           | 6  | Paulian Banu         |       |      |
| M           | 24 | Alexandru Duminica   |       |      |
| M           | 99 | Dragoș Gheorghe      |       | 118' |
| M           | 92 | Robert Riza          |       | 66'  |
| M           | 9  | Gabriel Șerban       |       |      |
| A           | 43 | Abdul Fatai Adeshina |       | 118' |
| Antrenor:   |    |                      |       |      |
| Ionuț Badea |    |                      |       |      |

| P                  | 13 | Mirko Pigliacelli  | 115' |      |  |      |
| F                  | 99 | Nicușor Bancu (c)  |      |      |  |      |
| F                  | 23 | Marius Constantin  |      | 74'  |  |      |
| F                  | 4  | Mihai Bălașa       |      |      |  |      |
| F                  | 5  | Bogdan Vătăjelu    |      |      |  |      |
| M                  | 8  | Alexandru Mateiu   |      | 75'  |  |      |
| M                  | 28 | George Cîmpanu     |      | 66'  |  |      |
| M                  | 10 | Alexandru Cicâldău |      |      |  |      |
| M                  | 16 | Dan Nistor         |      |      |  |      |
| M                  | 17 | Ștefan Baiaram     |      | 74'  |  |      |
| A                  | 9  | Andrei Ivan        |      |      |  |      |
| Schimbări:         |    |                    |      |      |  |      |
| P                  | 1  | Laurențiu Popescu  |      |      |  |      |
| F                  | 25 | Stephane Acka      |      | 74'  |  |      |
| F                  | 6  | Vladimir Screciu   |      | 74'  |  |      |
| M                  | 24 | Juan Camara        |      | 66'  |  | 109' |
| M                  | 29 | Ovidiu Bic         |      |      |  |      |
| M                  | 27 | Vasile Constantin  |      |      |  |      |
| M                  | 21 | Matteo Fedele      |      | 109' |  |      |
| M                  | 33 | Mihai Căpățână     |      |      |  |      |
| A                  | 20 | Alexandru Tudorie  |      | 75'  |  |      |
| Antrenor:          |    |                    |      |      |  |      |
| Marinos Ouzounidis |    |                    |      |      |  |      |

Omul meciului:
Valentin Gheorghe
Arbitrii asistenți:
Octavian Șovre (Oradea)
Alexandru Cerei (Cluj-Napoca
Al patrulea oficial:
Florin Marcu (Oradea)

| Regulile meciului - 90 de minute. - 30 de minute de prelungiri dacă este necesar. - Lovituri de departajare dacă scorul este încă la egalitate. - Nouă înlocuitori numiți. - Maximum de 5 schimbări, cu o a șasea permisă în prelungiri. |

## Vezi și
- Supercupa României 2021

## Legături externe
- Site web oficial